# Лишний (остров)
Ли́шний — остров архипелага Северная Земля. Административно относится к Таймырскому Долгано-Ненецкому району Красноярского края.

## Расположение
Расположен в море Лаптевых в восточной части архипелага в северо-восточной части залива Ахматова на расстоянии около 2 километров от побережья острова Большевик (отделён от него проливом Незаметный) в районе мыса Давыдова. К югу от Лишнего лежат острова Встречные, самый северный из которых находится всего в 400 метрах от него. Противоположный берег залива Ахматова лежит в 8 километрах к западу.

## Описание
Имеет неровную, вытянутую с юга на север форму длиной около 6 километров и шириной до 3,5 километра. С севера в остров врезается длинный, около 4,5 километра, узкий залив. В западной части острова расположено озеро Глубокое, соединённое с морем небольшой протокой. Озеро имеет круглую форму диаметром около 700 метров. Почти всю территорию острова, кроме северо-западной части, занимают скалы, высота которых достигает в юго-западной части 27 метров. В районе наивысшей точки расположен геодезический пункт. С севера на юг, по центральной части острова проходит полоса заболоченных участков. Берега острова пологие, без обрывов. В нескольких десятках метров к северу от мыса Острого (северной оконечности острова) лежит небольшой безымянный остров. Ещё один безымянный остров находится в 2,4 километрах к востоку.

## Топографические карты
- Лист карты T-48-VII,VIII,IX залив Ахматова. Масштаб: 1 : 200 000. Состояние местности на 1982 год. Издание 1988 г.